# Lodewijk van Mecklenburg-Schwerin

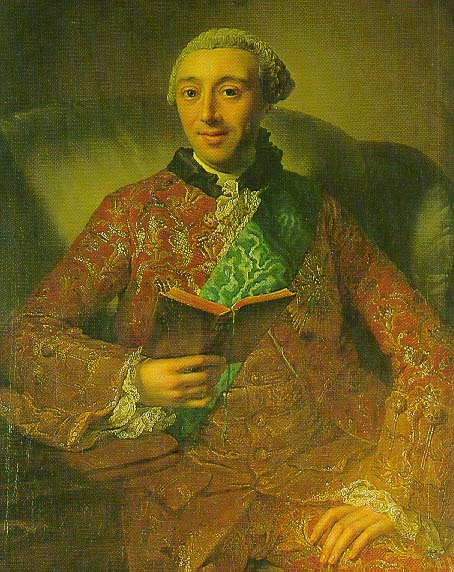
Lodewijk van Mecklenburg-Schwerin.

Lodewijk van Mecklenburg-Schwerin (Grabow, 6 augustus 1725 - Schwerin, 12 september 1778) was erfprins van Mecklenburg-Schwerin. Hij behoorde tot het huis Mecklenburg.

## Levensloop
Lodewijk was de tweede zoon van hertog Christiaan Lodewijk II van Mecklenburg-Schwerin en Gustava Carolina, dochter van hertog Adolf Frederik II van Mecklenburg-Strelitz.
Na de dood van zijn vader in 1756 werd zijn oudere broer Frederik II hertog van Mecklenburg-Schwerin. Het huwelijk van Frederik II bleef echter kinderloos, waardoor Lodewijk aangesteld werd tot erfprins van Mecklenburg-Schwerin. Hij stierf echter voor zijn broer, waardoor het uiteindelijk zijn oudste zoon Frederik Frans I was die in 1785 Frederik II opvolgde.

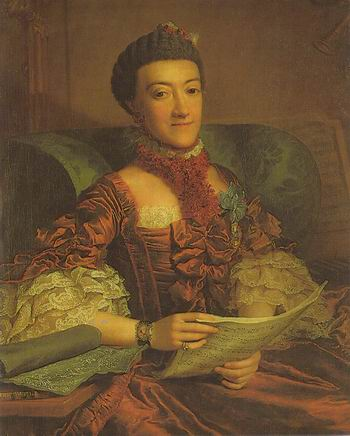
Zijn echtgenote Charlotte Sophie van Saksen-Coburg-Saalfeld.

Op 13 mei 1755 huwde hij in Schwerin met Charlotte Sophie (1731-1810), dochter van hertog Frans Jozias van Saksen-Coburg-Saalfeld. Samen met zijn echtgenote was Lodewijk actief als mecenas en promotor van de schone kunsten. In 1771 wijdde Eobald Toze zijn werk Geschiedenis van de Verenigde Nederlanden van de oudste tot de huidige tijden aan Lodewijk van Mecklenburg-Schwerin.
Hij overleed in september 1778 op 53-jarige leeftijd en werd bijgezet in de Sint-Nicolaaskerk van Schwerin.

## Nakomelingen
Lodewijk en zijn echtgenote Charlotte Sophie kregen twee kinderen:
- Frederik Frans I (1755-1837), hertog en groothertog van Mecklenburg-Schwerin
- Sophia Frederika (1758-1794), huwde in 1774 met prins Frederik van Denemarken

## Voorouders
| Kwartierstaat van Lodewijk van Mecklenburg-Schwerin | Kwartierstaat van Lodewijk van Mecklenburg-Schwerin                                                                 | Kwartierstaat van Lodewijk van Mecklenburg-Schwerin                                                                 | Kwartierstaat van Lodewijk van Mecklenburg-Schwerin                                                                 | Kwartierstaat van Lodewijk van Mecklenburg-Schwerin                                                                 | Kwartierstaat van Lodewijk van Mecklenburg-Schwerin                                                                 | Kwartierstaat van Lodewijk van Mecklenburg-Schwerin                                                                 | Kwartierstaat van Lodewijk van Mecklenburg-Schwerin                                                                 | Kwartierstaat van Lodewijk van Mecklenburg-Schwerin                                                                 |
| --------------------------------------------------- | --- | --- | --- | --- | --- | --- | --- | --- |
| Overgrootouders                                     | Adolf Frederik I van Mecklenburg-Schwerin (1588-1658) ∞ Maria Catharina van Brunswijk-Dannenberg (1616-1665)        | Adolf Frederik I van Mecklenburg-Schwerin (1588-1658) ∞ Maria Catharina van Brunswijk-Dannenberg (1616-1665)        | Willem Christoffel van Hessen-Homburg-Bingenheim (1625-1681) ∞ Sophia Eleonora van Hessen-Darmstadt (1634-1663)     | Willem Christoffel van Hessen-Homburg-Bingenheim (1625-1681) ∞ Sophia Eleonora van Hessen-Darmstadt (1634-1663)     | Adolf Frederik I van Mecklenburg-Schwerin (1588-1658) ∞ Maria Catharina van Brunswijk-Dannenberg (1616-1665)        | Adolf Frederik I van Mecklenburg-Schwerin (1588-1658) ∞ Maria Catharina van Brunswijk-Dannenberg (1616-1665)        | Gustaaf Adolf van Mecklenburg-Güstrow (1633–1695) ∞ Sibylla van Sleeswijk-Holstein-Gottorp (1631-1719)              | Gustaaf Adolf van Mecklenburg-Güstrow (1633–1695) ∞ Sibylla van Sleeswijk-Holstein-Gottorp (1631-1719)              |
| Grootouders                                         | Frederik van Mecklenburg-Schwerin (1638-1688) ∞ Christina Wilhelmina van Hessen-Homburg-Bingenheim (1653-1728)      | Frederik van Mecklenburg-Schwerin (1638-1688) ∞ Christina Wilhelmina van Hessen-Homburg-Bingenheim (1653-1728)      | Frederik van Mecklenburg-Schwerin (1638-1688) ∞ Christina Wilhelmina van Hessen-Homburg-Bingenheim (1653-1728)      | Frederik van Mecklenburg-Schwerin (1638-1688) ∞ Christina Wilhelmina van Hessen-Homburg-Bingenheim (1653-1728)      | Adolf Frederik II van Mecklenburg-Strelitz (1658-1708) ∞ Maria van Mecklenburg-Güstrow (1659-1701)                  | Adolf Frederik II van Mecklenburg-Strelitz (1658-1708) ∞ Maria van Mecklenburg-Güstrow (1659-1701)                  | Adolf Frederik II van Mecklenburg-Strelitz (1658-1708) ∞ Maria van Mecklenburg-Güstrow (1659-1701)                  | Adolf Frederik II van Mecklenburg-Strelitz (1658-1708) ∞ Maria van Mecklenburg-Güstrow (1659-1701)                  |
| Ouders                                              | Christiaan Lodewijk II van Mecklenburg-Schwerin (1683-1756) ∞ Gustava Carolina van Mecklenburg-Strelitz (1694-1748) | Christiaan Lodewijk II van Mecklenburg-Schwerin (1683-1756) ∞ Gustava Carolina van Mecklenburg-Strelitz (1694-1748) | Christiaan Lodewijk II van Mecklenburg-Schwerin (1683-1756) ∞ Gustava Carolina van Mecklenburg-Strelitz (1694-1748) | Christiaan Lodewijk II van Mecklenburg-Schwerin (1683-1756) ∞ Gustava Carolina van Mecklenburg-Strelitz (1694-1748) | Christiaan Lodewijk II van Mecklenburg-Schwerin (1683-1756) ∞ Gustava Carolina van Mecklenburg-Strelitz (1694-1748) | Christiaan Lodewijk II van Mecklenburg-Schwerin (1683-1756) ∞ Gustava Carolina van Mecklenburg-Strelitz (1694-1748) | Christiaan Lodewijk II van Mecklenburg-Schwerin (1683-1756) ∞ Gustava Carolina van Mecklenburg-Strelitz (1694-1748) | Christiaan Lodewijk II van Mecklenburg-Schwerin (1683-1756) ∞ Gustava Carolina van Mecklenburg-Strelitz (1694-1748) |
| Lodewijk van Mecklenburg-Schwerin (1725-1778)       | | | | | | | | |